# Эн-Насира (Хомс)
Эн-Насира (араб. الناصرة‎) — небольшой город на западе Сирии, расположенный на территории мухафазы Хомс. Входит в состав района Телль-Калах. Является центром одноимённой нахии.

## Географическое положение
Город находится в западной части мухафазы, в гористой местности, к северу от реки Нахр-эль-Кебир, на высоте 593 метров над уровнем моря.

Эн-Насира расположена на расстоянии приблизительно 32 километров (по прямой) к западу-северо-западу (WNW) от Хомса, административного центра провинции и на расстоянии 136 километров к северу от Дамаска, столицы страны.

## Население
По данным официальной переписи 2004 года численность населения города составляла 835 человек (408 мужчин и 427 женщин). Насчитывалось 230 домохозяйств. В конфессиональном составе населения исторически преобладали православные христиане.

## Транспорт
Ближайший аэропорт расположен в городе Триполи (Ливан).